# Усово (Копыльский район)
Усово (бел. Ву́сава) — деревня в Копыльском районе Минской области Беларуси. Входит в состав Копыльского сельсовета.

## География
Ближайшие населённые пункты Быковцы, Мажа и др.

## История
В 1909 году в Тимковичской волости Слуцкого уезда Минской губернии.

## Население
- 1909 год — 373 жителей, 53 дворов (деревня); 22 жителей, 1 двор (имение)[2]
- 2009 год — 63 жителей (перепись населения)[2]

## Достопримечательности
- Кирпичная католическая часовня в Усове была построена в 1863 году и освящена. Отреставрирована в 1898 г., освящена священником Далецким. 11 декабря 1900 г. был получен приказ № 5287 Министерства внутренних дел Российской империи по Духовному управлению иностранных религий на имя минского губернатора разрешить проведение богослужений в этой часовне.
- На восточной окраине села расположено кладбище.
- Воинский обелиск.

### Утраченное наследие
- Усадьба Пляттеров.

## Галерея
- Усадьба Пляттеров. Эдмунд Новицкий. 1908
- Часовня

## Известные лица
- Михаил Николаевич Чигирь — второй Премьер-министр Республики Беларусь